# Chuyến bay 8387 của Henan Airlines
Chuyến bay 8387 của Henan Airlines là một chuyến bay của Henan Airlines từ Sân bay quốc tế Thái Bình Cáp Nhĩ Tân đến sân bay mới Lindu Nghi Xuân, cả hai đều nằm ở tỉnh Hắc Long Giang, Trung Quốc. Vào đêm 24 tháng 8 năm 2010, nó đã bị rơi lúc đang hạ cánh với 91 hành khách và 5 thành viên phi hành đoàn trên máy bay. Đây là tai nạn dẫn đến tử vong đầu tiên của Embraer E-190.
Đây là tai nạn máy bay nghiêm trọng đầu tiên của các hãng hàng không Trung Quốc kể từ năm 2004 khi một chiếc máy bay CRJ200 của hãng hàng không China Eastern Airlines rớt xuống một vùng hồ ở Nội Mông làm hơn 50 người thiệt mạng. 
Theo các quan chức Y Xuân, chiếc máy bay bị vỡ trong khi nó đang trong quá trình hạ cánh vào 21h36 giờ địa phương, trong khi sân bay này bị sương mù bao quanh. Chiếc máy bay chạm xuống cách đầu đường băng còn khoảng 1.000 mét, và sau đó bốc cháy. Các đống đổ nát nằm rải rác trong một khu vực khoảng 1.500 mét (4.900 ft) từ đường băng. Tác động của vụ tai nạn đã ném một số hành khách ra khỏi các cabin máy bay.
Các chi tiết chính xác xung quanh vụ tai nạn đã không rõ ràng ngay sau vụ tai nạn, một quan chức địa phương báo cáo rằng máy bay đã phá vỡ làm hai khi nó đã được hạ cánh, hành khách đã bị ném từ máy bay, mặc dù một số người sống sót nói rằng họ đã vẫn còn nguyên vẹn cho đến khi nó đã đến một phần còn lại ra khỏi đường băng. Tính đến 2 giờ sáng ngày 25-8 số người thiệt mạng là 42 người. Đã có 48 người được đưa đến bệnh viện, 3 trong số đó đang trong tình trạng nguy kịch. Số còn lại có thể đã bị văng khỏi máy bay 
Chiếc hộp đen của máy bay rơi đã được tìm thấy.